# Емил Димитриев
Емил Димитриев (19. март 1979) је македонски политичар. Генерални секретар ВМРО-ДПМНЕ. Димитриев је именован за привременог премијера Македоније 18. јануара 2016, после оставке Николе Груевског и у оквиру споразума у Пржину. На тој дужности је био до 31. маја 2017, када га је заменио Зоран Заев из партије СДСМ.